# Case File nº221: Kabukicho
Case File nº221: Kabukicho (歌舞伎町シャーロック?, Kabukichō Syarokku, lett. "Kabukichō Sherlock") è un anime prodotto da Production I.G trasmesso dall'11 ottobre 2019 al 27 marzo 2020 nel programma Animeism. Si tratta di una riproposizione delle avventure di Sherlock Holmes, ambientate stavolta nel quartiere giapponese di Kabukichō, ai giorni nostri.
La trasmissione internazionale è stata curata da Funimation.

## Trama
Il quartiere speciale di Shinjuku, Tokyo, è diviso in due parti da un muro invalicabile. Nella zona Ovest regnano l'ordine e la sicurezza; viceversa, nella zona Est il caos è all'ordine del giorno. La scintillante Kabukichō, la città che non dorme mai, è teatro di loschi traffici e di casi strani che sfuggono alla comprensione della polizia. Per poterli risolvere, si è soliti rivolgersi a uno dei sei investigatori residenti presso la casa dei detective situata nella strada 221 di Kabukicho. Il più brillante tra loro è l'eccentrico Sherlock Holmes, cui un giorno si rivolge anche John Watson, medico fuggitivo della zona Ovest, e nel frattempo ne diventa il coinquilino e l'assistente.
La trama verticale dei singoli episodi verte sulla risoluzione di un mistero presentato alla casa dei detective. La trama orizzontale della prima metà della serie tratta delle indagini svolte per risalire alla identità dell'efferato killer Jack lo squartatore, ricercato per l'omicidio della giovane Alexandra, figlia del sindaco Moran. La seconda metà della serie tratta invece della formazione e distruzione della rete criminale di Moriarty.

## Personaggi
Sherlock Holmes (シャーロック・ホームズ?)
Doppiato da: Katsuyuki Konishi (ed. giapponese), Marco Bassetti (ed. italiana)
Eccentrico e brillante investigatore, vive presso la casa dei detective di Mrs. Hudson. È un uomo scostante, con un particolare senso del gusto, e si occupa di investigazione più per interesse personale che per senso di giustizia o per ottenere una ricompensa. Coltivava il sogno di diventare un attore di rakugo, ma dopo numerosi tentativi falliti ha deciso di dedicarsi all'investigazione; nondimeno, espone sempre le sue deduzioni in forma di rakugo. Ha un fratello maggiore di nome Mycroft che lavora per il governo. Non è insensibile al fascino di Irene Adler, che chiama la donna.
John H. Watson (ジョン・H・ワトソン?)
Doppiato da: Yūichi Nakamura (ed. giapponese), Federico Di Pofi (ed. italiana)
Medico che esercitava nella zona occidentale di Shinjuku, trovatosi coinvolto in un caso d'omicidio è costretto a lasciare il lavoro e si reca a Kabukicho per chiedere l'assistenza di Sherlock. Si stabilisce quindi nell'appartamento di Sherlock, che aiuta nelle indagini e di cui asseconda tutte le stranezze; sinceramente colpito dall'intelligenza del detective, si dice onorato di fargli da assistente. Ha un debole per Mary Morstan, sua vicina di casa.
James Moriarty (ジェームズ・モリアーティ?)
Doppiato da: Seiichiro Yamashita (ed. giapponese), Marco Briglione (ed. italiana)
Misterioso studente sedicenne, si definisce l'unico amico di Sherlock, che tratta con grande familiarità nonostante il carattere particolare di quest' ultimo. È il capo degli Irregolari, ragazzini di Kabukicho dediti a piccoli crimini, ed è molto benvoluto da tutti gli avventori del locale di Mrs. Hudson. È stato lui a suggerire a Sherlock di unire rakugo e deduzione.
Mrs. Hudson (ハドソン夫人?)
Doppiata da: Junichi Suwabe (ed. giapponese), Emilio Mauro Barchiesi (ed. italiana)
Una drag queen proprietaria del club Pipecat e della casa dei detective. È un personaggio molto famoso in Kabukicho e fa da intermediaria fra gli investigatori e i loro clienti, esponendo i casi e fissando le ricompense. Le piacciono gli uomini affascinanti e spesso cerca di sedurre John.
Mary Morstan (メアリ・モーンスタン?)
Doppiata da: Nao Tōyama (ed. giapponese), Jessica Bologna (ed. italiana)
Inquilina della casa dei detective, è una ragazza alla moda che si fa viziare dalla sorella maggiore Lucy, l'unico membro rimasto della sua famiglia. Spesso sfrutta il suo fascino per estorcere informazioni a John.
Lucy Morstan (ルーシー・モーンスタン?)
Doppiata da: Mariko Higashiuchi (ed. giapponese), Valentina Stredini (ed. italiana)
Burbera sorella maggiore di Mary, ha degli atteggiamenti mascolini ed è molto protettiva nei confronti di Mary, motivo per cui viene frequentemente scambiata per suo fratello o il suo ragazzo. Oltre alle indagini, fa molti altri lavori saltuari per mantenere sé stessa e la sorella.
Fuyuto Kyogoku (京極冬人?)
Doppiato da: Sōma Saitō (ed. giapponese), Alessio Puccio (ed. italiana)
È un investigatore imbranato che desidera arricchirsi per potersi trasferire nella zona Est della città. È affetto da misofobia ed è molto impacciato con le donne. Nonostante le apparenze, è di famiglia benestante.
Michael Belmont (ミッシェル・ベルモント?)
Doppiato da: Yutaka Aoyama (ed. giapponese), Raffaele Palmieri (ed. italiana)
Investigatore anziano della casa dei detective, indulge di frequente al gioco d'azzardo e al consumo di alcoolici. É un ex poliziotto caduto in disgrazia per debiti di gioco, e spesso fa uso delle sue vecchie conoscenze in polizia per acquisire informazioni utili per le indagini.
Torataro Kobayashi (小林寅太郎?)
Doppiato da: Tatsumaru Tachibana (ed. giapponese), Domenico Strati (ed. italiana)
Ex membro della Yakuza, ha abbandonato il crimine perché ha il cuore troppo tenero; oggigiorno é un investigatore entusiasta ma molto ingenuo e maldestro, assai benvoluto dagli Irregolari.
Sebastian Moran
Doppiato da: Naomi Kusumi (ed. giapponese), Dario Oppido (ed. italiana)
Ambiguo sindaco di Shinjuku, promuove la segregazione del settore Ovest della città. Sua figlia Alexandra è la più famosa delle vittime del serial killer Jack lo Squartatore.
Irene Adler
Doppiata da: Maaya Sakamoto (ed. giapponese)
Ex donna di spettacolo con le più vaste conoscenze, è un'amica di Mrs. Hudson ed è fidanzata con Godfrey Norton, un ingegnere truffaldino; per via del suo coinvolgimento con la famiglia Moran e Jack lo squartatore si nasconde momentaneamente a Kabukicho.
Godfrey Norton
Futuro marito di Irene Adler, é un ingegnere di fama internazionale, creatore e distributori della serie di androidi AIRI, detti anche le mogli del futuro (i quali hanno il nome e le fattezze di Irene Adler, che infatti in un'occasione si firma Airi versione 0.0).

## Media

### Anime
Il 9 agosto 2018 fu annunciato la produzione dell'anime. Il titolo provvisorio era Kabukicho no Yatso ovvero Quell'uomo in Kabukicho.
La serie è diretta da Ai Yoshimura; il soggetto e la sceneggiatura sono di Taku Kishimoto, il character design dei personaggi è di Toshiyuki Yakagi.
Le musiche sono composte da Takuro Iga. La sigla d'apertura è CAPTURE del gruppo Ego-Wrappin', la sigla di chiusura è invece Hyakuoku Kōnen cantata da Lorazeena.
È stato trasmesso all'interno del contenitore Animeism in onda su MBS, TBS e BS-TBS dall'11 ottobre 2019 al 27 marzo 2020 per un totale di 24 episodi.
La serie presenta anche 6 episodi OAV pubblicati il 26 agosto 2020.
In Italia i diritti della serie sono stati acquistati da Dynit che l'ha trasmessa in simulcast su Prime Video in contemporanea con il Giappone, mentre il doppiaggio italiano è stato reso disponibile dal 18 ottobre 2019 al 3 aprile 2020.

#### Episodi
| Nº | Titolo italiano Giapponese 「Kanji」 - Rōmaji                                                                            | In onda          | In onda          |
| Nº | Titolo italiano Giapponese 「Kanji」 - Rōmaji                                                                            | Giapponese       | Italiano         |
| 1  | Piacere, signori investigatori 「はじめまして探偵諸君」 - Hajimemashite tantei shokun                                    | 11 ottobre 2019  | 18 ottobre 2019  |
| 2  | Vorresti far parte della "Squadra dei nei agli occhi"? 「泣きぼくろ見つめ隊はいかが」 - Naki boku ro mitsumetai wa ikaga | 18 ottobre 2019  | 25 ottobre 2019  |
| 3  | Il sogno dell'investigatore di punta Kyogoku Fuyuto 「エース・京極冬人の夢は」 - Esu・kyōgoku fuyujin no yume wa         | 25 ottobre 2019  | 1º novembre 2019 |
| 4  | L'acqua del bagno dev'essere bollente 「お湯は基本熱め」 - Oyu wa kihonnetsume                                           | 1º novembre 2019 | 8 novembre 2019  |
| 5  | False partenze 「立合いはフライングぎみッ」 - Tachiai wa furaingugimi tu                                                 | 8 novembre 2019  | 15 novembre 2019 |
| 6  | Kobayashi, vero uomo a disposizione 「漢 小林、やるっす」 - Kan Kobayashi, yarussu                                       | 15 novembre 2019 | 22 novembre 2019 |
| 7  | La moglie che guarda al futuro 「ワイフ、未来を見つめる」 - Waifu, mirai wo mitsumeru                                    | 22 novembre 2019 | 29 novembre 2019 |
| 8  | Non togliere il costume da bagno 「水着を脱がせるな」 - Mizugi o nugaseru na                                             | 29 novembre 2019 | 6 dicembre 2019  |
| 9  | La tana di quella donna 「あの女のねぐら」 - Ano onna no negura                                                          | 6 dicembre 2019  | 13 dicembre 2019 |
| 10 | Cercasi medium 「霊媒師急募」 - Reibai-shi kyūbo                                                                         | 13 dicembre 2019 | 20 dicembre 2019 |
| 11 | Jack lo squartatore 「切り裂きジャック」 - Kirisaki Jakku                                                                | 20 dicembre 2019 | 27 dicembre 2019 |
| 12 | Abbasso il miao miao 「にゃんにゃん打破」 - Niyan niyan daha                                                             | 27 dicembre 2019 | 10 gennaio 2020  |
| 13 | La notte dell'inizio 「はじまりの月夜」 - Hajimari no tsukiyo                                                            | 10 gennaio 2020  | 17 gennaio 2020  |
| 14 | Recuperate il cuore d'oro del melone 「取り戻せメロンのココロ」 - Torimodose meron no kokoro                             | 17 gennaio 2020  | 24 gennaio 2020  |
| 15 | Dov'è quella persona? 「あの人はいずこ」 - Ano hito haizu ko                                                             | 24 gennaio 2020  | 31 gennaio 2020  |
| 16 | Michel e il rampollo idiota 「ミッシェルとあほぼん」 - Missheru to aho bon                                               | 31 gennaio 2020  | 7 febbraio 2020  |
| 17 | La saudade di guardarsi indietro 「振り返ればサウダーデ」 - Furikaereba saudāde                                          | 7 febbraio 2020  | 14 febbraio 2020 |
| 18 | La morte di tanti animali 「動物たくさんデス」 - Dōbutsu takusan desu                                                    | 14 febbraio 2020 | 21 febbraio 2020 |
| 19 | Il sipario del Grand Guignol 「グランギニョールの幕を」 - Guran Ginyōru no maku wo                                       | 21 febbraio 2020 | 28 febbraio 2020 |
| 20 | L'accettazione di Moriarty 「モリアーティ、享受」 - Moriāti, kyōju                                                       | 28 febbraio 2020 | 6 marzo 2020     |
| 21 | Perdita dei sensi 「絶入」 - Taei                                                                                        | 6 marzo 2020     | 13 marzo 2020    |
| 22 | Thread sul lievito dell'Est 「イースト菌について語るスレ」 - Isutokin nitsuite kataru sure                               | 13 marzo 2020    | 20 marzo 2020    |
| 23 | Raduno generale alle 8 「8時、全員集合だよ」 - Hachi ji, zenin shūgōdayo                                                 | 20 marzo 2020    | 27 marzo 2020    |
| 24 | Ci vediamo a Kabukicho 「歌舞伎町で会おう」 - Kabukichō de aō                                                            | 27 marzo 2020    | 3 aprile 2020    |

### Manga
Un adattamento manga viene serializzato sulla rivista Comic Garden e sceneggiato da Kinu Mizukoshi.

### Light novel
Una versione light novel della storia verrà serializzata da Kadokawa Shoten sotto l'etichetta Kadokawa Bunko e presenterà una storia originale.

### Web radio
Un programma web radio intitolato Kabukicho Pipecat Radio è stato trasmesso il 9 ottobre 2019 e ha avuto Junichi Suwabe e Tatsumaru Tachibana (voce di Torataro Kobayashi) come ospiti.

## Riferimenti al canone holmesiano
- I personaggi di Sherlock Holmes, John Watson, James Moriarty, Mary Morstan e Mrs. Hudson corrispondono agli omonimi personaggi dei racconti di Arthur Conan Doyle.
- Come Holmes e Watson risiedono al civico 221 B di Baker Street, Londra, i protagonisti dell'anime vivono alla via 221 di Kabukicho.
- Le insegne dei negozi delle vie di Kabukicho recano tutti delle scritte che si riferiscono ai titoli dei racconti del canone (Silver Blaze, Three Gables) oppure ai vari alias di Sherlock Holmes (Sigerson, Altamont).
- Il capo della polizia locale di Kabukicho è l'ispettore Lestrade.
- Compaiono gli Irregolari, ragazzi di strada che fanno da informatori e assistenti a Sherlock Holmes.
- Il personaggio di Tony Shigeru, giornalista collezionista di scandali che traffica in informazioni riservate, corrisponde a Langdale Pike, menzionato ne Il taccuino di Sherlock Holmes, che nel canone svolge per Holmes la medesima funzione di informatore.
- Il caso del secondo episodio corrisponde allo svolgimento del racconto La lega dei capelli rossi presente nella raccolta Le avventure di Sherlock Holmes.
- Il caso del terzo episodio riproduce il racconto L'avventura del costruttore di Norwood presente nella raccolta Il ritorno di Sherlock Holmes.
- Nel quarto episodio si scopre che il padre di Mary Morstan è misteriosamente scomparso da anni lasciandola in stato di bisogno, proprio come capita alla Mary de Il segno dei quattro.
- Nel settimo episodio compare Mycroft Holmes, fratello di Sherlock. L'episodio costituisce un adattamento del racconto Scandalo in Boemia contenuto ne Le avventure di Sherlock Holmes: vi compaiono infatti Irene Adler e Godfrey Norton, e il compenso richiesto da Sherlock è una fotografia.
- Irene Adler nel canone è una cantante lirica, in Kabukicho Sherlock è una musicista, e precisamente suona il violino, strumento che, sempre nel canone, è attribuito a Sherlock.
- L'episodio 8 è un riadattamento del racconto L'avventura di Charles Augustus Milverton contenuta nella raccolta Il ritorno di Sherlock Holmes. Il particolare della scatola inviata a Irene da Jack è invece un riferimento al racconto L'avventura della scatola di cartone, contenuta nella raccolta L'ultimo saluto.
- Nell'episodio 9 si fa menzione del fatto che Sherlock sia un esperto di bartitsu.
- L'episodio 10, con il dubbio di Watson se Irene Alder sia morta oppure no, riflette un passaggio del racconto Uno scandalo in Boemia in cui Watson chiama la donna la fu Irene Alder (in originale, the late Irene Alder), senza sapere se ella sia morta oppure abbia cambiato identità.
- L'episodio 14 costituisce una trasposizione del racconto L' avventura del maestro di scuola contenuta in Il ritorno di Sherlock Holmes.
- Nell'episodio 16 Sherlock si traveste da vecchia signora, proprio come nel racconto La pietra di Mazarino della raccolta Il taccuino di Sherlock Holmes.
- L'episodio 17 riprende lo svolgimento del racconto L' avventura degli omini danzanti, facente parte di Il ritorno di Sherlock Holmes.
- Gli episodi 20, 21 e 22 costituiscono la riproposizione del racconto Il problema finale, contenuto in Le memorie di Sherlock Holmes e riguardante il confronto finale fra Sherlock Holmes e Moriarty.
- Nell'episodio 21 John Watson si procura una lesione alla gamba, e nell'episodio 23 riceve un colpo di pistola alla spalla. Queste sono le ferite che sfoggia anche il dottor Watson del canone.
- Nel finale dell'episodio 24 agli investigatori viene richiesto di indagare sul caso oggetto del racconto La fascia maculata contenuto in Le avventure di Sherlock Holmes.